# Qusay Munir
Qusay Munir Abboudi Al Hussein (arabe : قصي منير عبودي الحسين) (né le 12 avril 1981 à Bassora en Irak) est un footballeur international irakien, qui évolue au poste de milieu de terrain.

## Biographie

### Carrière en sélection
Avec l'équipe d'Irak, il joue 82 matchs officiels (pour 6 buts inscrits) entre 2003 et 2013. 
Il figure dans le groupe des sélectionnés lors des coupes d'Asie des nations de 2004, de 2007 et de 2011. Il remporte l'édition de 2007 et atteint les quarts de finale en 2004 et 2011.
Il participe également aux Jeux olympiques de 2004. Il joue six matchs lors du tournoi olympique organisé en Grèce.
Il joue enfin 23 matchs comptant pour les éliminatoires des coupes du monde 2010 et 2014.

## Palmarès

### Palmarès en club
| Qatar SC - Coupe Crown Prince de Qatar (1) : - Vainqueur : 2009. - Coupe du golfe des clubs champions : - Finaliste : 2009-10. |  | Al Shorta - Championnat d'Irak (1) : - Champion : 2013-14. |

### Palmarès en sélection
Irak
- Coupe d'Asie des nations (1) :
  - Vainqueur : 2007.